# Новобранець: Федерали
Новобранець: Федерали (англ. The Rookie: Feds) — американський поліцейський кримінально-драматичний телесеріал і спін-офф серіалу «Новобранець». Серіал створений Алексі Гоулі та Теренсом Полом Вінтером для ABC, розповідає про Сімону Кларк, найстаршу спецагентку Академії ФБР. Основна передумова серіалу та його персонажі були представлені через двоепізодний бекдор-пілот у Новобранець. Прем'єра відбулася 27 вересня 2022 року.
9 листопада 2023 року канал ABC закрив телесеріал після першого сезону.

## Актори та персонажі

### Головний склад
- Нісі Неш — Сімона Кларк, колишня шкільна радниця у Вашингтоні, округ Колумбія, яка у 48 років нарешті здійснила свою мрію всього життя — приєдналася до ФБР як спеціальна агентка. Провівши свій перший день у відділі перевірки даних польового офісу в Лос-Анджелесі, вона призначена до спеціального слідчого підрозділу SSA Garza. Її тренувальний агент — SA Carter Hope.
- Френкі Фейзон — Крістофер «Катті» Кларк, батько Сімони. Він був несправедливо засуджений, коли Сімоні було дев'ять років, і він провів у в'язниці вісім років, перш ніж його виправдали. Будучи лідером руху Black Lives Matter, він спочатку був незадоволений зміною кар'єри своєї дочки. Однак зрештою він примиряється з нею і дозволяє їй повернутися до нього.
- Джеймс Лесур — Картер Гоуп, кадровий спеціальний агент ФБР, призначеного до спеціального слідчого підрозділу SSA Garza. Він служить тренінговим агентом Симони Кларк, і його зазвичай дратують більш неортодоксальні методи Сімони. Однак він починає поважати її методи, оскільки вони показують успіх. На початку серіалу він і його дружина розлучаються, і він шукає підвищення в Новому Орлеані, щоб бути поруч зі своїми дітьми, оскільки його дружина після розлучення хоче переїхати.
- Брітт Робертсон — Лора Стенсен, спеціальна агентка ФБР, колишня членкиня відділу поведінкових досліджень ФБР, тепер призначеного до спеціального слідчого підрозділу SSA Garza. Вона також є довіреною особою SSA Garza та тренувального агента SA Brendon Acres. Колись наймолодший агент BSU, вона пішла у відпустку, коли застала свого нареченого Сема в ліжку зі своєю найкращою подругою. Вона сподівається використати свій час у підрозділі як крок до кар'єри, яку вона колись мала.
- Фелікс Соліс — Меттью «Метт» Гарзі, наглядовий спеціальний агент та керівник групи нещодавно створеного Спеціального слідчого відділу Лос-Анджелеського польового офісу (який його начальство погодилося дозволити йому керувати, але планує ліквідувати другий момент, коли його підрозділ зазнає невдачі), маючи намір зосередитися більше на поліцейській роботі, ніж на «бюрократичній процедурі ФБР». Він також має справу з деякими проблемами зі здоров'ям.
- Кевін Зегерс — Брендон Скрес (ім'я при народженні — Брендон Баткус), однокурсник Симони з Академії ФБР, який також є спеціальним агентом, призначеним до спеціального слідчого підрозділу SSA Garza. Його тренувальний агент SA Laura Stensen. До того, як приєднатися до Бюро, він був відомим актором, який протягом шести років знімався в популярному молодіжному телесеріалі «Поліцейський-вампір». Його підштовхнув до акторства батько-одинак після того, як мати покинула сім'ю.

### Повторюваний склад
- Мішель Нуньєс — Елена Флорес, технічна аналітик спеціального слідчого відділу та племінниця SSA Гарзі.
- Девіка Бхісе — Антуанетта Беннето, лаборантка ФБР і судового біолога, кохання Брендона.
- Кортні Форд — Трейсі Чайлз, відповідальна спецагентка та безпосередня начальниця Гарзі.
- Джессіка Беттс — Діджей, кохання Сімони.

### Гостьовий склад
- Томас Деккер — Елі Рейнольдс (псевдонім Джеффрі Бойл).
- Ерік Робертс — Джош Рейнольдс, батько Елі.
- Океан Ірадукунда — співмешканка Сімони Кларк під час операції, коли вона пішла під прикриття у в'язницю.
- Деніз Акденіз — Марк Атлас, колишній партнер Лаури Стенсен у BSU.
- Том Арнольд — Майлз Баткус, маніпулятивний батько Брендона.
- Девід Ремзі — Грег Райт.
- Діа Неш — Біллі, дочка Сімони.
- Матео Поллок — Макс, син Сімони.
- Воллес Ленгем — Алан Брейді.
- Тедді Сірс — Джордж Райс.
- Донна Міллс — Лейла Лафлін, підприємиця, що займається косметичною діяльністю.

### Кросоверні персонажі
- Нейтан Філліон — Джон Нолан, найстарший новобранець поліції Лос-Анджелеса, який подружився з Сімоною Кларк, коли вона була в Лос-Анджелесі.
- Алісса Діас — Анджела Лопес, детективка відділу LAPD Mid-Wilshire.
- Брент Гафф — Квіглі «Смітті» Сміт, ветеран та лінивий офіцер відділу LAPD Mid-Wilshire.
- Мелісса О'Ніл — Люсі Чен, поліцейська у відділі LAPD Mid-Wilshire.
- Ерік Вінтер — Тім Бредфорд, сержант поліції відділу LAPD Mid-Wilshire.
- Річард Т. Джонс — Вейд Грей, сержант поліції відділу Мід-Вілшир LAPD.
- Шон Ешмор — Веслі Еверс.

## Виробництво

### Розробка
8 лютого 2022 року було оголошено, що ABC знаходиться в процесі розробки спін-оффу «Новачка», зосередженого навколо ФБР. Також повідомлялося, що серіал буде представлений через двосерійний пілотний пілот в материнському серіалі. У той час повідомлялося, що ABC прагне розширити свої франшизи після втрати Black-ish, намагаючись конкурувати з франшизами NBC «Чикаго» та «Закон і порядок», а також з франшизами ФБР та NCIS, які виходять на CBS. 13 травня 2022 року було замовлено серіал під назвою "Новачок: Федерали. Творець «Новачка» Алекс Гоулі створив серіал у співавторстві з Теренсом Полом Вінтером, обидва вони також є виконавчими продюсерами разом з Мішель Чепмен, Біллом Норкроссом, Корі Міллером, зіркою «Новачка» Нікі Неш та зіркою «Новачка» Натаном Філліоном. Виробничими компаніями виступають ABC Signature та Entertainment One. Entertainment One також розповсюджуватиме серіал на міжнародному рівні. 21 жовтня 2022 року серіал отримав дозвіл на зйомки повного сезону, який матиме в собі 22 серії.